# Kokořínská
Kokořínská je ulice v Praze 8 Ďáblicích spojující ulice Šenovská, Na Štamberku a Květnová s ulicí Chřibskou. Je dlouhá 595 metrů. Ulice je obousměrně průjezdná. Ulice je pojmenována po hradu Kokořín.

## Průběh
Ulice začíná na křižovatce Květnová x Šenovská x Na Štamberku a pokračuje jihovýchodním směrem. V směru z Kokořínské stojí domy, podobným směrem jako Kokořínská prochází ulice Šenovská, ale není přímo návazná a stáčí se více na západ. Před křižovatkou s ulicí Kučerové, která ji protíná je autobusová zastávka Na Štamberku. Dále je přetnuta ulicemi Osinalická, Prácheňská, U Prefy a Ďáblická. Před hlavní ulicí Ďáblická je autobusová zastávka Kokořínská. Za Ďáblickou pokračuje dále. Je protnuta ulicí Legionářů a u sportovních hřišť (vpravo) ústí do Chřibské (doleva). Tato ulice jde prudkým úkosem zpět doleva.
Směrem k Ďáblické ulice mírně stoupá, mezi Ďáblickou a Chřibskou je rovná.

## Historie
Od roku 1922 se ulice jmenovala Husova po Janu Husovi, po připojení Ďáblic k Praze v roce 1968 došlo v roce 1971 k přejmenování ulice na Kokořínskou. Kokořín je hrad severně od Mělníka. Název Husova byl již obsazen ulicí na Starém Městě pražském spolující ulici Na Perštíně s Mariánským náměstím.

## Galerie

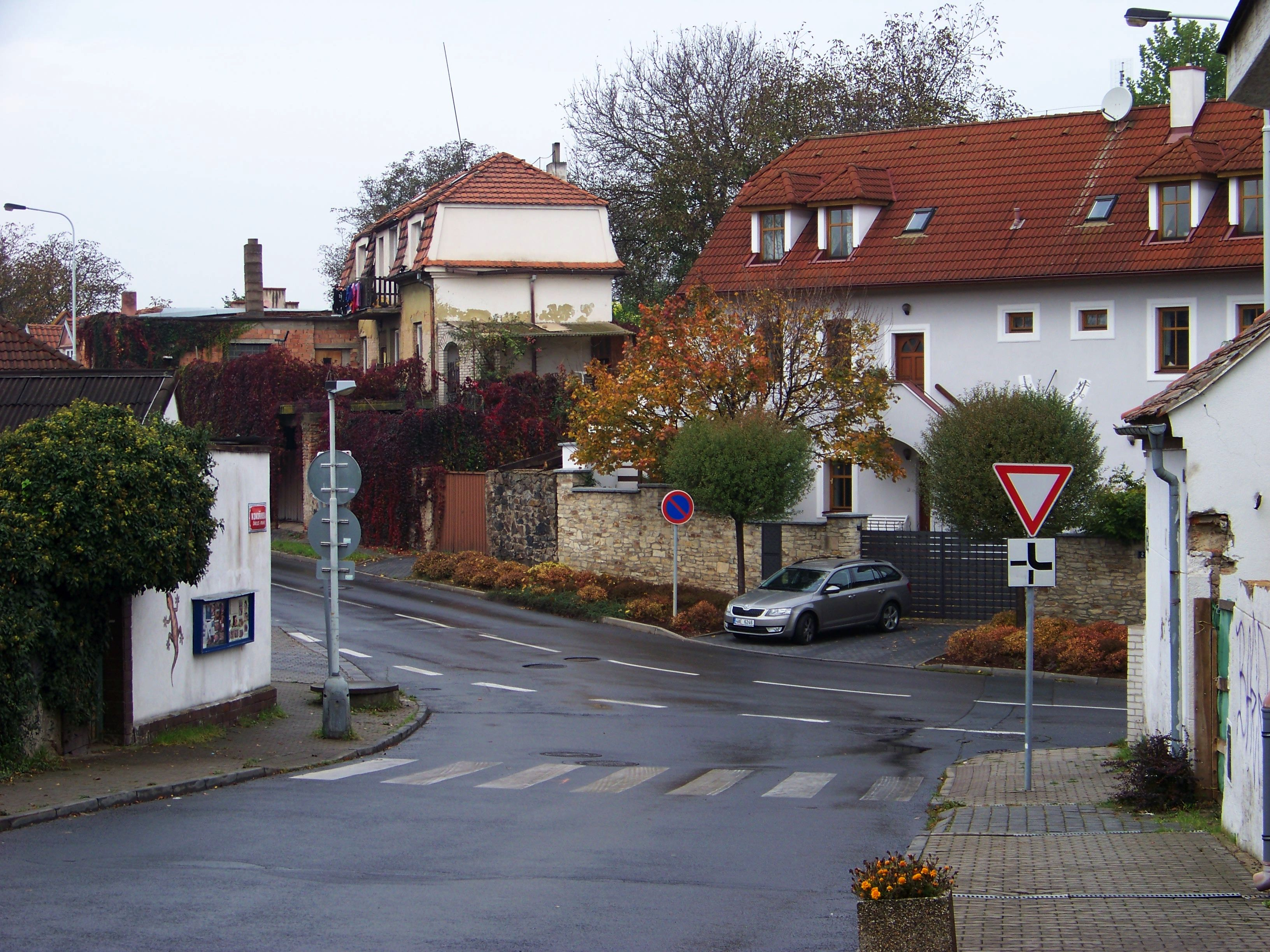
Křižovatka Šenovská (doleva) x Na Štamberku (doprava) x Kokořínská (dole)
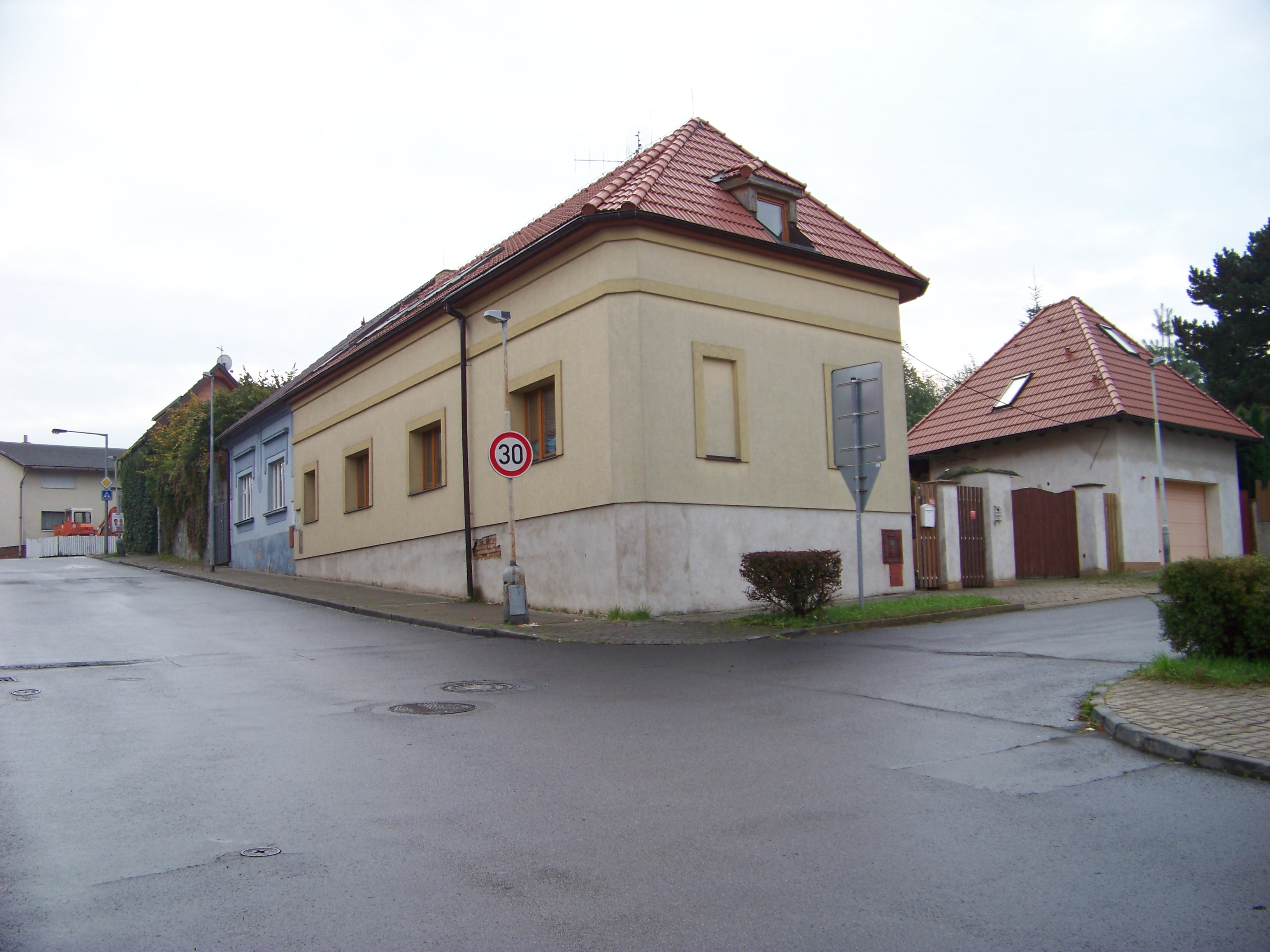
Křižovatka Kokořínská (vlevo) x Kučerové (vpravo)
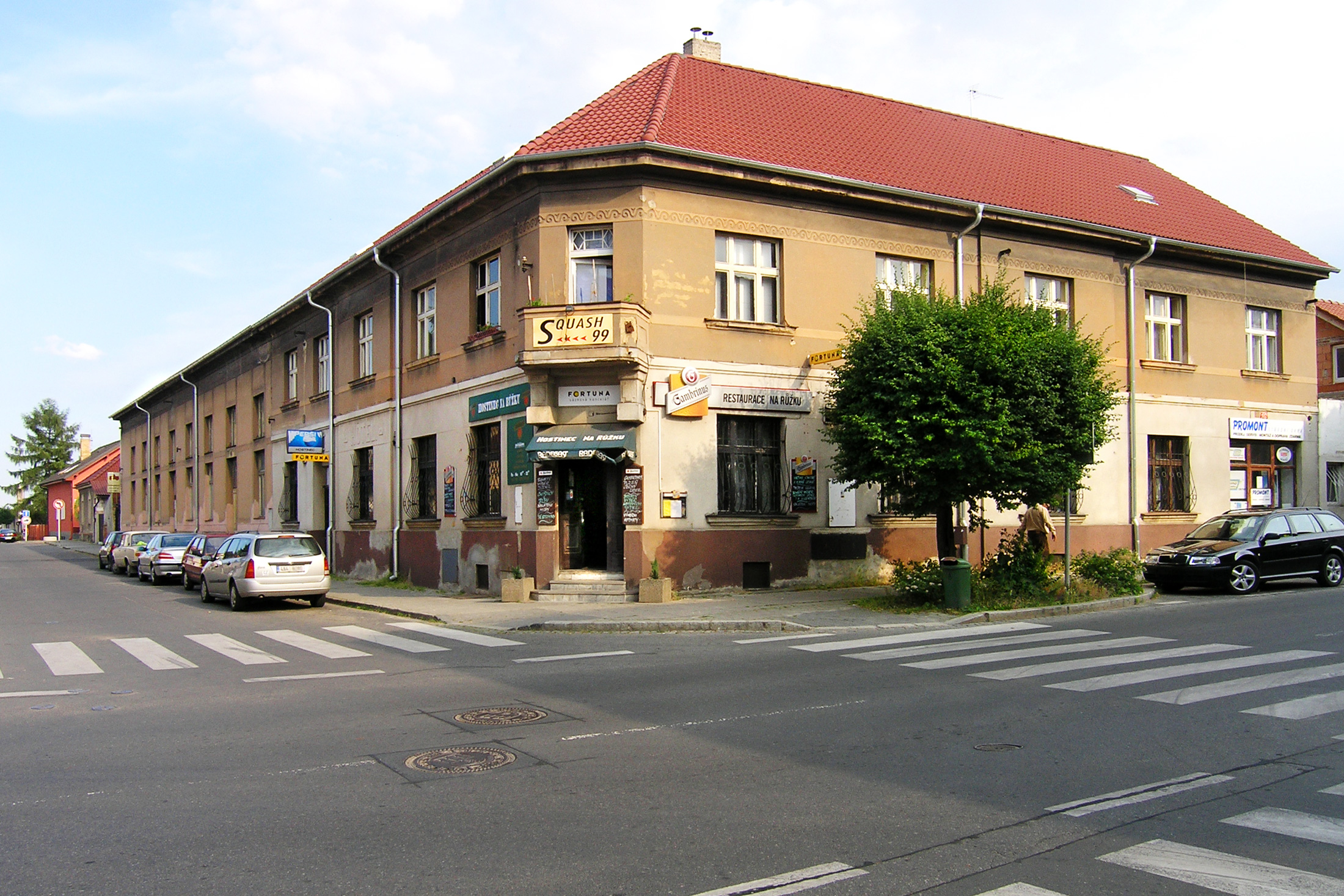
Křížení s Ďáblickou. Kokořínská (vlevo), Ďáblická (vpravo)